# Juan Carlos Azócar
Juan Carlos Azócar Segura (Maracay, Estado Aragua, Venezuela; 1 de octubre de 1995) es un futbolista venezolano que juega como delantero en el Tampa Bay Rowdies de la USL Championship.

## Trayectoria
Comenzó jugando en el Aragua. Destacó en la filial y en el primer equipo, lo que produjo la llegada en 2013 al Deportivo Táchira.
Tras jugar pocos partidos, en la Temporada 2014-15 fue cedido al Carabobo.
Tras su gran avance en el conjunto valenciano, regresaría a Táchira para jugar el Adecuación 2015, en la cual tuvo una temporada muy regular anotando 2 goles, uno frente a Llaneros y otro frente a Metropolitanos.

## Clubes
| Club                          | País           | Año           |
| ----------------------------- | -------------- | ------------- |
| Aragua FC                     | Venezuela      | 2011-2013     |
| Deportivo Táchira             | Venezuela      | 2013-2016     |
| Carabobo FC (Cedido)          | Venezuela      | 2014-2015     |
| Deportivo La Guaira           | Venezuela      | 2017-2023     |
| FC Urartu (Cedido)            | Armenia        | 2019-2020     |
| Rio Grande Valley FC (Cedido) | Estados Unidos | 2020-2021     |
| Oakland Roots SC(Cedido)      | Estados Unidos | 2022          |
| San Antonio FC(Cedido)        | Estados Unidos | 2023          |
| Phoenix Rising FC             | Estados Unidos | 2024          |
| Portuguesa Fútbol Club        | Venezuela      | 2025          |
| Tampa Bay Rowdies             | Estados Unidos | 2025-presente |